# Graaf van Wessex
De titel Graaf van Wessex is een Britse dynastieke titel die in de Britse geschiedenis twee keer werd gecreëerd. Wessex, in het zuidwesten van Engeland was een van de Angelsaksische koninkrijken.

## Eerste creatie
De titel werd voor het eerst toegekend door koning Knoet de Grote aan Godwin van Wessex en werd vervolgens gedragen door diens zoon Harold Godwinson. Harold sneuvelde tijdens de Slag bij Hastings in 1066 en de titel verdween.

## Tweede creatie
Bij gelegenheid van zijn huwelijk, in 1999 werd prins Edward, de jongste zoon van de Britse koningin Elizabeth II door haar tot graaf van Wessex verheven. Het paleis maakte gelijk bekend dat Edward, na het overlijden van zijn beide ouders de titel Hertog van Edinburgh zou krijgen. Aan de titel graaf van Wessex is de titel van Burggraaf Severn verbonden. De oudste zoon van de graaf van Wessex, James, die erfgenaam is van de titel graaf van Wessex, werd als burggraaf Severn aangeduid. Vanaf 10 maart 2023 mag James de titel graaf van Wessex gebruiken, omdat zijn vader de titel van Hertog van Edinburgh voert.